# Facebook

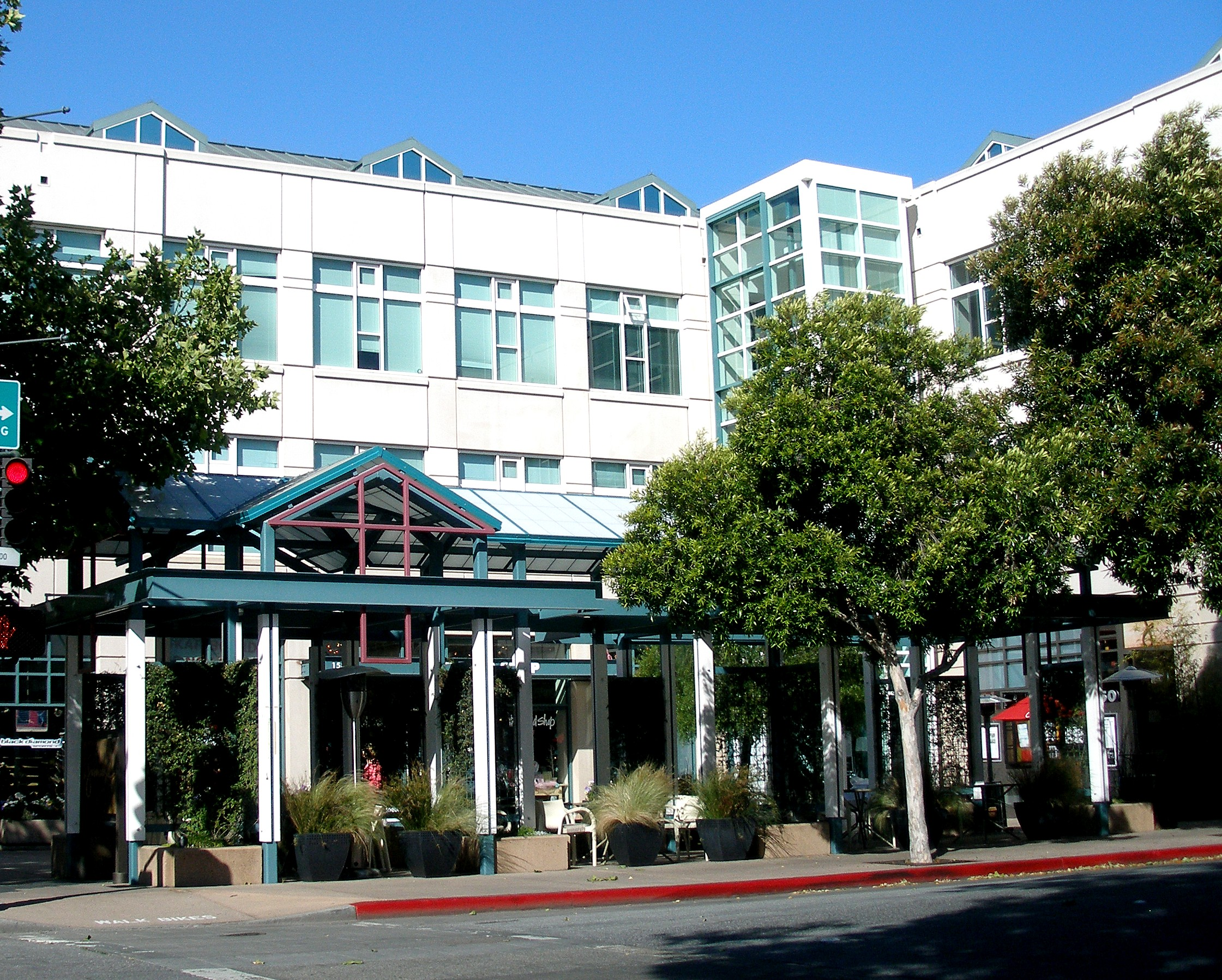
Ústředí Facebooku v Palo Alto v Kalifornii

Facebook (výslovnost v angličtině [feɪsˌbʊk]IPA, fejsbuk) je americké sociální médium a síť. Usnadňuje komunikaci mezi uživateli, sdílení multimediálních dat, udržování sociálních vztahů a online zábavu. Jejím provozovatelem je společnost Meta. Se svými téměř 3 miliardami aktivních uživatelů (v roce 2022) je jednou z největších společenských sítí na světě. Je plně přeložen do osmdesáti čtyř jazyků. Jméno serveru vzniklo z papírových letáků zvaných Facebooks, které se rozdávají prvákům na amerických univerzitách. Tyto letáky slouží k bližšímu seznámení studentů mezi sebou.
V roce 2010 vznikl americký film The Social Network, který pojednává o počátcích Facebooku.

## Historie

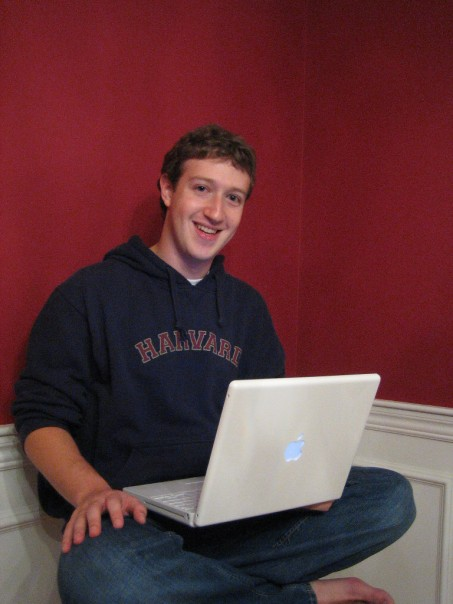
Mark Zuckerberg, zakladatel Facebooku a CEO

Ikona Facebooku

K založení Facebooku vedla dohoda mezi mladým studentem počítačového programování Markem Zuckerbergem, bývalým studentem Harvardovy univerzity, a Eduardem Saverinem. Původně byl tento systém omezen jenom pro studenty Harvardovy univerzity, pod doménou thefacebook.com. Během dvou měsíců byl rozšířen na některé další, které patří do tzv. Ivy League, a již do konce roku byly připojeny další univerzity. Nakonec byl přístup otevřen pro všechny uživatele s univerzitní e-mailovou adresou (.edu, ac.uk, ...) nebo pro některé zahraniční schválené univerzity, v Česku k prvním otevřeným vysokým školám patřila Masarykova univerzita. Od 27. února 2006 se začaly do systému připojovat některé nadnárodní obchodní společnosti. Od 26. září 2006 se může dle licence používání připojit kdokoli starší 13 let. Uživatelé se v systému mohou připojovat k různým skupinám uživatelů, kteří působí například v rámci jedné školy, firmy nebo geografické lokace.
Po založení Facebooku se Mark Zuckerberg dostal do sporu s dvojčaty Cameronem a Tylerem Winklevossovými, kteří Marka Zuckerberga obvinili, že jim nápad na síť ukradl. Spor vyvrcholil v roce 2011, kdy jim Mark Zuckerberg vyplatil 65 milionů dolarů.
Začátkem prosince 2007 se stal Facebook se svými 57 milióny aktivními členy stránkou s největším počtem uživatelů mezi studentskými weby. Od září 2006 do září 2007 se Facebook dostal z 60. na 7. pozici mezi nejnavštěvovanějšími stránkami světa. Hodnota společnosti byla v roce 2006 odhadována na 100 miliónů USD. Podle serveru TechCrunch, mělo v roce 2005 na Facebooku profil 85 % studentů amerických univerzit, z nichž se 60 % přihlašovalo denně, 85 % alespoň týdně a 93 % alespoň jednou měsíčně.
Okolo roku 2008 se Facebook dostal nad hranici 100 milionů uživatelů. Po celou svou dosavadní dobu a ještě dalších asi pět let poté měl Facebook problém s penězi. Facebook tou dobou získával finance především z fondů rizikového kapitálu. V té době se předpovídalo, že klasickou reklamu nahradí lajky a sdílení uživatelů toho, co je potřeba si koupit, a Facebook potřeboval třetí firmy, který by tento nový „nereklamní reklamní“ model prodávaly. Jako tyto třetí firmy, které Facebook potřeboval, vyrostly Socialbakers a Cambridge Analytica, které mohly jako základní nástroj využívat facebookové Graph API, které ve verzi 1.0 umožňovalo z profilů uživatelů a jejich přátel stáhnout téměř jakékoliv jejich informace. Nakonec ale Facebook skončil u klasického reklamního systému.
V roce 2009 byl po nepokojích v Urumči Facebook zakázán v Číně. Podle The New York Times Facebook vyvinul software, který umožňuje blokovat zobrazování vybraných informací v určitých oblastech, který by měl pomoci firmě vrátit se na čínský trh, Facebook ale nezamýšlí používat software sám, ale plánuje ho nabízet k využívání jiným subjektům.
V květnu 2012 byly akcie společnosti uvedeny na burzu NASDAQ, emisní cena akcií 38 USD ocenila celou společnost na 104 miliard USD. Navzdory očekávání však první den obchodování cena akcií nijak výrazně nevzrostla.
V oblasti reklamních služeb Facebook v roce 2014 spustil službu Atlas, jejíž základ koupil od Microsoftu a která umožňuje zobrazovat cílenou reklamu i na mobilních zařízeních a dokáže párovat informace o uživatelích i bez využití cookies. Pro malé obchodníky spustil službu Local Awareness, která umožňuje nastavit vzdálenost od obchodu, ve které se budou zobrazovat reklamy na daný obchod, pokud se v této vzdálenosti bude uživatel mobilního zařízení nacházet a kromě vlastní reklamy bude možné nechat si i zobrazit mapu cesty k tomuto obchodu.
V roce 2016 spustil projekt ve kterém za úplatu 20 dolarů měsíčně získával od uživatelů jejich data. Kvůli tomu spustil svojí VPN, prostřednictvím které shromažďoval nejcitlivější data o uživatelích jako historie prohlížení, co dělají v které aplikaci, kde se nachází, jak dlouho kterou aplikaci používají, šifrované zprávy, co vyfotili a podobně. VPN Facebook propašoval do App Store prostřednictvím několika aplikací s využitím vývojářského certifikátu Applu, který byl ale určen pouze pro interní testování. Projekt byl ukončen v lednu 2019, poté, co Apple přišel na praktiku s využitím certifikátu a platnost certifikátu ukončil. Za dobu fungování projektu se výzkumu zúčastnilo 187 tisíc lidí, z toho asi 30 tisíc lidí z USA, ostatní byli převážně z Indie. Mluvčí firmy přiznal, že v ojedinělých případech se aplikace dostaly i k informacím, které neměly sbírat. Účel sbírání dat nebyl veřejnosti znám.
V roce 2017 vyvinul nástroj na rozpoznávání a automatické mazání nahlášených fotografií, aby zabránil dalšímu zveřejňování jednou smazaných fotografií. Ten by měl pomoci k tomu, aby se předešlo šíření takových fotografií nejenom na Facebooku, ale i na dalších platformách Facebooku, např. na Instagramu, který byl Facebookem koupen. Tento software byl vyvinut poté, co na Facebook vznikl tlak, aby rychleji odstraňoval nevhodný a násilný obsah, zvláště poté, co byla přes Facebook přenášena online videa znásilnění ženy třemi muži ve Švédsku, znásilnění 15leté dívky v Chicagu a vraždy 74letého muže.
V roce 2017 se Facebook dohodl s americkým kongresem, že mu předá 3000 inzerátů Rusů objednaných kvůli ovlivnění prezidentských voleb v USA v roce 2016.
V polovině srpna 2017 spustil Facebook prodejní portál Marketplace nově v 17 zemích, v Evropě mj. v Česku, Maďarsku, Rakousku, Francii, Německu a v Itálii. Podle aktualne.cz je záměrem firmy získat informace o nákupním chování lidí a ty pak zužitkovat v cílení reklamy. Několik měsíců před spuštěním Marketplace v Česku zavedl Facebook možnost placení přes Messenger. Podle analytiků bylo důvodem zavedení těchto plateb získání většího přehledu o chování svých uživatelů.
V lednu 2018 vedení Facebooku oznámilo, že se chystá navýšit množství inzertního sdělení, při této příležitosti Mark Zuckerberg všechny ujistil, „že čas, který strávíme na Facebooku je dobře využitý“. Také začátkem roku 2018 Facebook vytvořil novou strategii zakazující reklamy na finanční produkty a služby jako binární opce, primární nabídky mincí a kryptoměny. Kromě toho Facebook přiznal, že lidé jsou na něm zavaleni obsahem, na který reagují stále méně. Zuckerberg proto zadal svým produktovým týmům úkol, aby na Facebooku lidé zažívali smysluplnější sociální interakce. Uživatelům se měl přednostně zobrazovat obsah od jejich přátel, což dále omezilo zobrazování neplacených příspěvků stránek celebrit, firem, a dalších.
Poté, co Facebook oznámil zpřísnění ochrany osobních dat jako reakci na neoprávněné získání dat od 50 milionech uživatelů Facebooku společností Cambridge Analytica, objevil se interní dokument Andrewa Boswortha z června 2016, ve kterém říká, pro firmu je důležité propojení co největšího počtu uživatelů, i přesto, že Facebook může sloužit negativním účelům. Bosworth v dokumentu napsal, že „Ošklivou pravdou je, že věříme ve spojování lidí tak hluboce, že cokoli, co nám umožní častěji spojit více lidí, je ´de facto´ dobré. A tak spojujeme lidi. To může být špatné, pokud to využijí negativně. Může to stát život, když někoho vystaví kyberšikaně. Někdo možná zemře při teroristickém útoku domluveném na naší síti. Ale stejně spojujeme lidi.“ Podle Zuckerberga se jednalo o výzvu, se kterou většina lidí ve Facebooku nesouhlasila a sám Bosworth se od vyznění textu distancoval. Při výslechu před americkým kongresem Mark Zuckerberg oznámil, že od 25. května Facebook použije pravidla GDPR nejen pro Evropany, ale i pro všechny ostatní uživatele, včetně Američanů.
V květnu 2018 Facebook oznámil spuštění služby pomáhajícím uživatelům hledajícím dlouhodobý vztah najít si partnera. Podle analytika Jamese Cordwella by tato služba mohla vést ke zvýšení množství času, kteří uživatelé na Facebooku tráví.
V květnu 2018 proběhla restrukturalizace Facebooku. Facebook byl nově rozdělen na tři hlavní divize, divizi pro aplikace Facebook, Instagram, Messenger a WhatsApp, divizi pro umělou inteligenci, rozšířenou a virtuální realitu a také blockchain a divizi pro reklamní a analytické nástroje. Vedením divize zabývající se blockchainem byl pověřen David Marcus, bývalý šéf PayPalu, který měl před restrukturalizací na starost v rámci Facebooku Messenger. Podle serveru Cheddar.com Facebook začal připravovat vlastní kryptoměnu, se kterou by se mělo platit přímo na Facebooku.
Koncem roku 2018 si Facebook nechal patentovat technologii Offline Trajectories, která má umožnit odhadnout, kam se uživatel chystá. Facebook by se tímto algoritmem pokoušel hledat nějakou logiku ve stávajících geografických polohách uživatele. Součástí patentu je i porovnávání profilů uživatelů, kteří jsou si nějakým způsobem podobní a podle toho uživatelům navrhovat restaurace, podniky, akce nebo události.
Roku 2018 došlo k bezpečnostní chybě, která ohrozila 50 miliónů účtů. 
Útočník mohl převzít kontrolu nad účtem a aplikacemi třetích stran. Roku 2019 vyšlo najevo, že pravděpodobně od roku 2012 Facebook uchovával na interních počítačích hesla miliónů uživatelů v otevřené formě.
V srpnu 2019 začal Facebook přejmenovávat aplikace Instagram a WhatsApp na Instagram od Facebooku a WhatsApp od Facebooku.
V listopadu 2019 se ukázalo, že i přes nová pravidla pro přístup ke Group API, definující, že partneři měli mít přístup pouze k názvu skupiny, počtu členů a příspěvkům a pro přístup k datům o členech skupiny už museli tito členové dát souhlas s jejich zveřejněním, asi 100 partnerů Facebooku mělo přístup k datům o členech skupin i bez jejich souhlasu a minimálně 11 z nich k těmto datům skutečně přistoupilo. Facebook tyto partnery požádal o smazání dat s následným auditem, kterým má být prověřeno, že data byla skutečně smazána.
Také v listopadu 2019 Facebook spustil v USA platební systém Facebook Pay pro placení v rámci aplikací od Facebooku, s plánovaným pozdějším rozšířením i do aplikací Instagram a WhatsApp. Nejedná se o nový platební systém, ale v podstatě pouze o napojení na kreditní a debetní karty a PayPal a nemá nic společného s plánovanou měnou Librou.
Dne 4. října 2021 asi v 15.40 UTC (17.40 SELČ) zaznamenala sociální síť Facebook šestihodinový globální výpadek. Výpadek se týkal také všech aplikací společnosti – Messengeru, Instagramu a WhatsAppu. S problémy se potýkaly i společnosti Amazon, Google, Vodafone, T-Mobile a Twitter. Jednalo se o největší výpadek v historii, přinejmenším od roku 2008, kdy však Facebook používal zlomek počtu uživatelů v roce 2021. Provoz Facebooku byl obnoven 5. října okolo 0.45 SELČ, WhatsApp byl zprovozněn ještě později, až okolo 4.00 SELČ. Příčina výpadku není známa, podle názoru IT expertů však mohlo jít o chybu konfigurace BGP a tím pádem znefunkčnění směrování DNS.

### Virtuální měna Libra
V červnu 2019 byl vydán Libra White Paper, ve kterém Facebookem iniciovaná nezisková organizace Libra Association popisuje novou měnu. Tento white paper ale neposkytuje uspokojivé odpovědi na znepokojivé otázky a obsahuje i vzájemně si odporující fráze. Neodpovídá na otázku, proč Facebook pro svůj záměr zapojit do finančního systému lidi bez bankovního účtu, když jiné společnosti, jako M-Pesa a WeChat ke stejnému záměru svojí kryptoměnu nepotřebují. Mezi další otázky, které v dokumentu není odpověď, patří:
- zda Facebook může garantovat rezistenci proti vyloučení z transakčního procesu či odolnost proti manipulaci transakcí, cenzuře a zabavení,
- co se stane v případě hacknutí,
- jaká práva drží uživatel k Libra tokenu,
- zda vlastnictví privátních klíčů zaručuje skutečné vlastnictví tokenu,
- zda je Libra Blockchain skutečně blockchain,
- zda bude možné v případě zátěžové situace, např. krize, možné vyměnit Libru za bezpečnou fiat měnu v kurzu 1:1,
- proč musel Facebook v souvislosti s projektem vytvořit dceřinou společnost,
- proč přestože Facebook má v projektu dominantní roli, je uveden jen jako jeden z partnerů.[38]

Celý dokument tak vypadá jako snaha něco zamaskovat nejspíše před běžnými lidmi a regulátory. Cílem Facebooku je stát se vydavatelem elektronických peněz a mít velký podíl na všech globálně provedených platbách, k čemuž ale nejspíše nemá patřičné licence, což se snaží obejít kryptoměnovo-blockchainovou rétorikou, ovšem disponuje dostatečnou masou uživatelů, aby se na finančním trhu mohl dominantním hráčem stát. A protože Libra odráží měnový koš a málo rizikové dluhopisy, jedná se vlastně o spekulativní aktivum, které by regulátory mohlo a mělo zajímat. Ohledně Libra Blockchainu dokument zmiňuje, že každý blok v něm se skládá ze souboru transakcí, který účastníci odsouhlasí prostřednictvím mechanismu LibraBFT, který transakce řadí a finalizuje. Ovšem současně o něm protichůdně uvádí, že na rozdíl od předchozích blockchainů je Libra Blockchain jednolitou datovou strukturou, která umožňuje i mazání starších záznamů. Dceřiná společnost Calibra byla podle white paperu vytvořena kvůli vytvoření peněženky pro digitální token Libry a podle všeho tato dceřiná společnost jako jediná z celé organizace usiluje o získání finanční licence, ale pouze licence na převod peněz. Podle Facebooku Calibra vznikla kvůli oddělení finančních a osobních dat uživatelů, a že finanční data uživatelů nebudou zneužity pro cross-selling, pokud to uživatelé sami nepovolí. Ovšem protože Facebook používá různé úskoky k získávání souhlasu, lze očekávat, že nějaký úskok bude využit i v případě Calibry. Přestože Libra i Calibra jsou produkty Facebooku, Facebook se snaží vzbudit dojem nezávislosti. Facebook sice slibuje, že dataCalibry nebudou poskytnuta Facebooku pro reklamní účely, ale neříká, že data Facebooku nebudou poskytnuta Calibře, takže je možné, že aby Facebook prostřednictví Calibry dosáhne toho, že uživatel povolí Facebooku dostávat informace o svých finančních transakcích. Navíc téměř všichni uživatelé Libry budou využívat některou ze služeb Facebooku, takže spárovat transakce z Calibry s jednotlivými uživatelskými účty není složité. Calibra je zřejmě způsob, jak účast Facebooku na projektu co nejvíce zamaskovat ale přitom si udržet v Libra Association rozhodující vliv.
Začátkem října 2019 Libru přestal podporovat PayPal, později z projektu Libry odstoupily finanční společnosti Mastercard, Visa, eBay, Mercado Pago a Stripe. Také zrušila přístupová práva aplikacím, kterým i po změně pravidel v Graph API přístupová práva k datům uživatelům skupin zůstala.
První jednání zbývajících členů Libra Association se mělo konat 14. října 2019 v Ženevě.

### Fúze a akvizice
Jedna z prvních velkých akvizic byla v dubnu 2012, kdy Facebook získal Instagram za hotovost a akcie v hodnotě přibližně 1 miliardy USD.
V říjnu 2013 Facebook získal Onavo, izraelskou společnost pro mobilní webovou analytiku. Později téhož roku společnost Facebook koupila Oculus VR, která v roce 2016 začala prodávat první sluchátka pro virtuální realitu.
V roce 2014 koupil Facebook svého zřejmě největšího konkurenta v oblasti posílání zpráv, službu WhatsApp, za 19 miliard USD v hotovosti a akciích. Facebook měl zájem i o službu Snapchat, ale ta se koupit nenechala.
Na konci listopadu 2019 Facebook oznámil akvizici herní vývojářské firmy Beat Games (VR hry).
V dubnu 2020 Facebook oznámil smlouvu s indickým nadnárodním konglomerátem Reliance Industries za účelem nákupu přibližně 10 procent firmy Jio Platform určené pro digitální média a služby Reliance.
V květnu 2020 Facebook oznámil, že získal firmu Giphy, kterou asi integruje s Instagramem.
V listopadu 2020 firma oznámila že plánuje koupit platformu zákaznických služeb a startup Kustomer specializovanou na chatbot aplikace.

## Možnosti systému

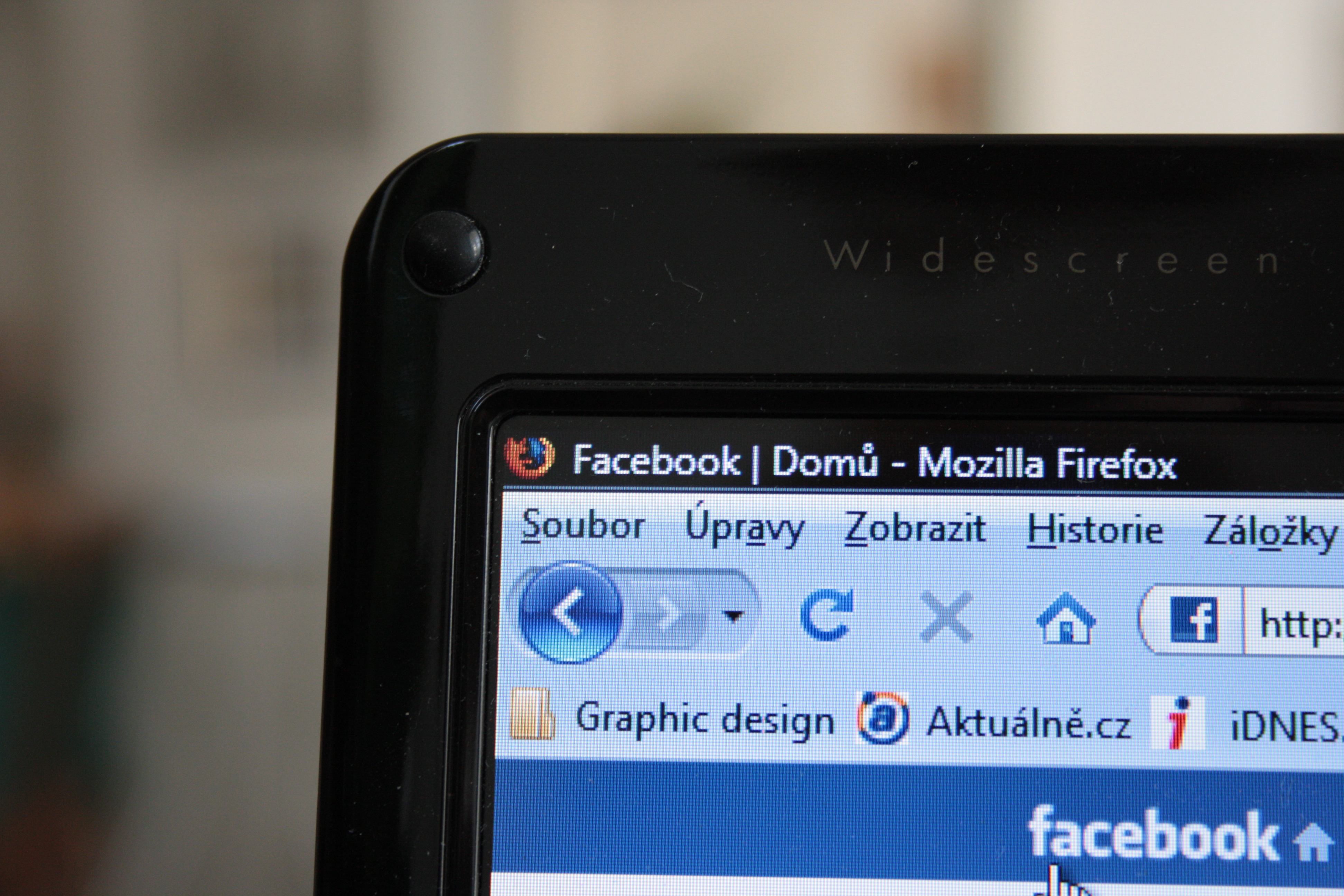

Po registraci v systému a odsouhlasení licence používání má uživatel možnost vyplnit svůj detailní profil a může se připojovat k různým skupinám uživatelů a získávat nové kontakty. Pokud jiný uživatel souhlasí s tím, že je váš přítel, můžete vidět také jeho profil. Někteří uživatelé ovšem svoje profily pomocí nastavení práv uživatelů zveřejňují i lidem, kteří jsou zapsáni pod stejnou skupinou nebo i celému internetu. Systém umožňuje komunikaci mezi uživateli pomocí zpráv, diskusních fór nebo diskusemi na uživatelských profilech (anglicky The Wall). Další funkce obstarávají externí i interní aplikace. Ty nejpoužívanější pocházejí přímo z dílen Facebooku. Facebook ale také poskytuje otevřené API, které může kdokoli využít a napsat si vlastní rozšiřující aplikaci. Hlavní síla Facebooku je v propojenosti jednotlivých komponent, většina textu může sloužit jako hypertextové odkazy k dalšímu obsahu.
Téměř jakýkoliv publikovaný obsah lze hodnotit označením Líbí se mi. Po nějakou dobu se diskutovalo i o zavedení opačného tlačítka Nelíbí se mi, u kterého se zdálo, že bude opravdu uskutečněno, ale nakonec bylo místo tohoto tlačítka uvedeno šest nových tlačítek s různými emocemi, které jsou od 9. října 2015 v testovacím provozu na irském a španělském Facebooku.

### Fotky (Photos)
Tato aplikace, která byla vyvinuta přímo autory systému Facebook, umožňuje sdílet fotografie na sociální síti Facebook. Upload fotografií je řešen přes javový applet, statickou stránku s formulářem nebo pomocí externích aplikací. Jedna galerie fotografií může mít prozatím maximálně 200 fotografií, ale počet galerií na jednoho uživatele k březnu 2010 není omezen. Fotografie lze komentovat a lze na nich také jednoduše označovat přátele za pomoci technologie rozpoznávání obličejů, kteří pak dostanou oznámení, že se na dané fotce nacházejí.
Podle vyjádření Facebooku:
- Více než 50 miliard uživatelských fotek (červenec 2010).
- Více než 1,5 petabajtů (1,5 miliónů gigabajtů) využitého úložného místa pro fotky (květen 2009).
- Každý týden přibývá 220 miliónů fotek, které zaberou až 25 terabajtů diskového místa (květen 2009).
- Každý den se uživatelům zobrazí více než 3 miliardy fotek (květen 2007).
- Ve špičce se každou sekundu zobrazí uživatelům více než 550 000 snímků (květen 2009).

Dne 11. dubna 2011 Facebook spustil novou funkci označování fotek: lidé mohou na fotce označit Facebook stránku značky, produktu, společnosti nebo osoby, podobně, jako tomu je u označování přátel na fotkách. V srpnu 2011 Facebook oznámil, že se chystá do mobilní aplikace přidat fotofiltry. Má v plánu zveřejnit více než deset fotofiltrů, které budou vytvářet snímky podobné zrnitým snímkům na Instagramu.
Facebook připravil software DeepFace, který dokáže na fotografiích správně rozpoznat tvář konkrétního člověka v 97,35 % případů (lidský mozek správně tvář rozpozná v 98 % případů). Systém má být nasazen kvůli tomu, aby uživatel Facebooku dostal zprávu, když někdo na Facebook uloží jeho fotografii, a mohl se rozhodnout, zda ji chce smazat. Současně ale Facebook bude vědět, kde se dotyčný pohyboval, pokud ho někdo vyfotí náhodou.
Tuto funkci Facebook oficiálně spustil v roce 2017, údajně mimo území Kanady a EU.
Od roku 2016 jsou pomocí umělé inteligence pro fotografie vytvářeny stručné textové popisky, co se na fotografiích může nacházet.

### Videa (Video)
Tato aplikace je určená pro sdílení videa mezi přáteli. Uživatelé mohou do služby přidávat vlastní videa tak, že je odešlou, přidají prostřednictvím Facebook Mobile nebo video natočí prostřednictvím nahrávací funkce webové kamery. Videa se dají jednoduše prohlížet pomocí technologie Flash a na přidávaných videích mohou uživatelé navíc „označit“ svoje přátele téměř stejným způsobem, jako když označují svoje přátele na fotkách. Jedinou výjimkou je to, že se nezobrazuje umístění přítele ve videu. Uživatelé si také mohou posílat videozprávy. Videa nelze zařazovat do kategorií na rozdíl od fotek, které jsou řazeny do alb. Jedno video může mít maximálně 1024 MB a může být maximálně 45 minut dlouhé. V současné době se nejvíce využívá MP4. Facebook Video podporuje formát 1080p a dokonce rozlišení 4K. Uživatelé si teď mohou přidat všechna videa do jednoho seznamu stop, jako je například na YouTube. Tato možnost byla spuštěna v lednu 2015.

### Události (Events)
Facebook události představují způsob, jakým členové mohou dát svým přátelům vědět o událostech, které se budou konat v rámci jejich komunity, a pořádat společenská setkání. Tato aplikace je určena pro plánování událostí nebo jakýchkoliv akcí. Umožňuje nastavit mnoho informací o akci, zvát přátele na akce nebo akci zveřejnit. K akci lze přidávat další multimediální obsah.
Události vyžadují název, síť, jméno pořadatele, typ události, čas zahájení, místo konání a seznam přátel, kteří byli pozváni. Události mohou být veřejné nebo soukromé. Soukromé události nelze najít prostřednictvím vyhledávání a přístup k nim je jenom na pozvání. Osoby, které nebyly pozvány, neuvidí popis soukromé události, zeď ani fotky. Neuvidí ani příspěvky týkající se dané události v kanálu vybraných příspěvků. Při vytváření události může uživatel povolit přátelům nahrávat fotky a videa. Za povšimnutí stojí, že na rozdíl od událostí v reálném světě jsou všechny události považovány za samostatné entity (když se tedy v reálném světě události překrývají, nelze se zúčastnit jedné a současně jiné).
V únoru 2011 Facebook začal používat mikroformát hCalendar pro události a mikroformát hCard pro místa konání událostí. Tyto mikroformáty umožňují uživatelům extrahovat podrobnosti o události do vlastního kalendáře nebo aplikací pro vytváření map. Pro třetí strany je snadnější exportovat události z Facebook stránek do formátu iCalendar.

### Zeď (Wall)
Každý uživatel má v profilu The Wall, na kterou mu ostatní uživatelé mohou psát vzkazy a zobrazují se zde v podstatě všechny děje v sociální síti Facebook. Na Wall se dá vkládat i další multimediální obsah. Od března 2012 je forma ZEĎ postupně všem uživatelům změněná na styl Timeline. Tento styl lépe zobrazuje vaší historii a důležité okamžiky.
Timeline obsahuje v záhlaví velkou fotografii o rozměrech 850×315 bodů a při nahrávání obrázku není možné nahrát obrázek, který má na výšku méně než 399 bodů. Fotografie v záhlaví je veřejná a kdokoliv si jí může stáhnout. Do levé spodní části obrázku v záhlaví Facebook umisťuje profilovou fotografii, která se zobrazuje s rozměry 125×125 bodů. Fotografii do záhlaví není nutné nahrávat. Při vhodném návrhu je možné pomocí kombinace fotografie v záhlaví a profilové fotografie obě sladit v jeden celek, což bylo možné vidět např. u uživatelů Kay Int Veen, Eduardo Calvo a Giuseppe Draicchio.
Na timeline bylo zavedené filtrování, které způsobuje, že uživatel na své timeline nemá přístupné všechny příspěvky. Na timeline se po zavedení tohoto filtrování nejprve zobrazují vybrané příspěvky a teprve poté se zobrazuje časová posloupnost, ovšem čím starší příspěvky si chce uživatel zobrazit, tím méně příspěvků z té doby vidí.

### Dárky (Gifts)
Uživatelé si mezi sebou mohou posílat virtuální dárky, které představují vektorové obrázky. Jeden dárek stojí 1 dolar.

### Bazar (Marketplace)
V květnu 2007 Facebook představil službu Facebook Marketplace, která uživatelům umožňovala zveřejňovat bezplatné tříděné reklamy v těchto kategoriích: Na prodej, Bydlení, Práce a Jiné. Reklamy lze zveřejňovat v dostupném nebo požadovaném formátu. Tržiště mají k dispozici všichni uživatelé Facebooku a v současné době je zdarma. Bazar slouží k vkládání inzerátů, výměně a prodeji různých věcí, tato služba je mezi uživateli velmi rozšířená. V roce 2009 Facebook převedl vlastnictví služby Marketplace na společnost Oodle. Provoz původní služby Marketplace byl ukončen v listopadu 2014.

### Šťouchnutí (Poke)
Některý uživatel chce čas od času pošťouchnout a navázat kontakt nebo touto metodou jen tak upozornit své přátele. „Šťouchnout“ je mezi uživateli velmi oblíbená funkce, i když její princip je jednoduchý – jen oznamuje, že do vás váš přítel šťouchl a vy na to můžete reagovat. „Šťouchnutí“ se interpretuje různě, především jako snaha o upoutání pozornosti, jeho další varianta je výzva k pohlavnímu styku. Existuje spousta podobných aplikací jako např. X Me dovolující libovolnou akci jako „Obejmutí“ (Hug), „Polibek“ (Kiss) nebo „Zlechtání“ (Tickle). Další podobné aplikace dovolují uživatelům si mezi sebou posílat různé předměty jako různé druhy alkoholu (Booze Mail), rybičky v akváriu (My Aquarium) nebo třeba různé druhy mimozemšťanů (My Solar System).

### Status bar
Statusový řádek umožňuje uživateli vystavovat tzv. statusy, což jsou krátké texty vyjadřující zpravidla nálady, názory nebo stav uživatele, popřípadě jeho oblíbené vtipy, odkazy či hlášky.

### Facebook e-mail
Záměrem facebooku bylo poskytnout vlastní elektronickou poštu na doméně @facebook.com. Jelikož tato aktivita nevyšla, je doporučeno jako prevence před možným spamem (e-mailovou adresu lze snadno odhadnout) službu Používat Facebook e-mail deaktivovat.

### Messenger
Messenger vznikl jako samostatná aplikace oddělením chatu z vlastní facebookové aplikace. V dubnu 2015 byla spuštěna webová verze Messengeru.

## Statistiky

Nejoblíbenější sociální sítě ve světě. Světle modře je vyznačen Facebook

## Informační soukromí uživatelů Facebooku

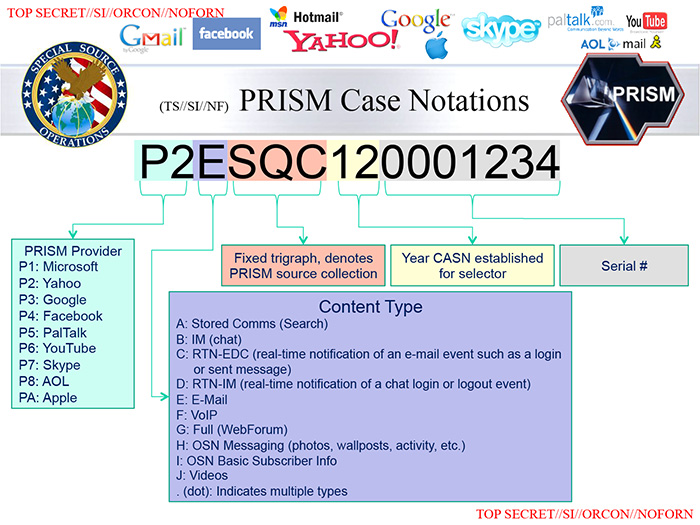
Globální sledovací program PRISM

## Akcie Facebooku na burze

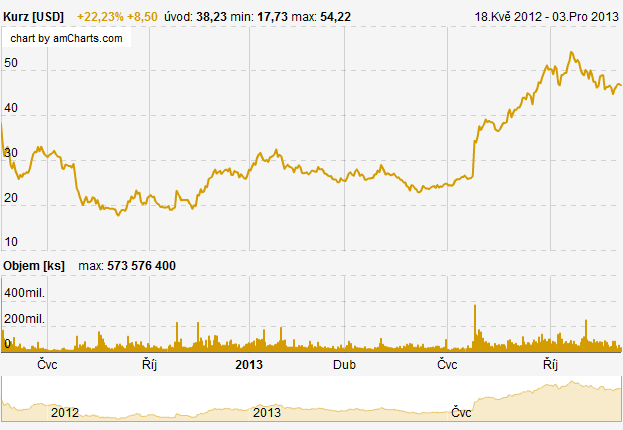
Akcie FB – Cena od IPO do 2013